# Sternarchorhynchus retzeri
Sternarchorhynchus retzeri és una espècie de peix pertanyent a la família dels apteronòtids.

## Descripció
- La femella pot arribar a fer 38,2 cm de llargària màxima.[4]

## Hàbitat
És un peix d'aigua dolça, bentopelàgic i de clima tropical.

## Distribució geogràfica
Es troba a Sud-amèrica: el Brasil.

## Observacions
És inofensiu per als humans.